# Ain Bida
Ain Bida (en àrab عين البيضاء, ʿAyn al-Bīḍāʾ; en amazic ⵄⵉⵏ ⴱⵉⴹⴰ) és una comuna rural de la prefectura de Fes, a la regió de Fes-Meknès, al Marroc. Segons el cens de 2014 tenia una població total de 7.843 persones.